# Галкин Олексій Семенович
Галкин Олексій Семенович (нар. 21 вересня 1866 — пом. після 1941) — український військовий діяч, генерал-полковник Армії УНР, начальник Генерального Штабу Армії УНР (1918), військовий міністр УНР (25 липня 1920-24 грудня 1920).
Відповідно до українського законодавства є борцем за незалежність України у XX столітті.

## Життєпис

### Сім'я та освіта
Народився в дворянській родині. Брат — генерал-лейтенант Олександр Семенович Галкін, в 1903–1916, послідовно, військовий губернатор Семипалатинської, Самаркандської і Сир-Дар'їнської областей.
Закінчив Володимирський Київський кадетський корпус (1885), 2-е військове Костянтинівське училище (1887), Миколаївську академію Генерального штабу (1893; по 1 — му розряду).

### Служба у російській армії
Служив в лейб-гвардії Волинського полку. З 1887 — підпоручник, з 1891 — поручник, з 1893 — штабс-капітан, капітан Генерального штабу. У 1893 — 1894 служив при Варшавському військовому окрузі, в якому продовжував службу і надалі, аж до Першої світової війни. У червні 1894 — грудні 1897 — старший ад'ютант штабу 17-ї піхотної дивізії, в 1896 — 1897 проходив цензове командування ротою у 69-му піхотному Рязанському полку. У грудні 1897 — квітні 1899 — обер-офіцер для особливих доручень при штабі 14-го армійського корпусу, з 1899 — підполковник. У квітні 1899 — липні 1902 — штаб-офіцер для доручень при штабі Варшавського військового округу, в 1901 проходив цензове командування батальйоном в 2-му Зегржському кріпацькій полку. У липні 1902 — червні 1904 — штаб-офіцер при управлінні 2-ї стрілецької бригади, з 1903 — полковник. У червні 1904 — квітні 1905 — штаб-офіцер при управлінні 47-ї піхотної резервної бригади. У квітні 1905 — травні 1910 — командир 40-го піхотного Коливанського полку, розквартированого в Лодзі.
З 1910 — генерал-майор. У травні 1910 — серпні 1914 — черговий генерал штабу Варшавського військового округу. Учасник Першої світової війни, черговий генерал штабу Західного фронту (до 1917), з 1916 — генерал-лейтенант. У 1916 році тимчасово командував 5-ю піхотною дивізією. Нагороджений усіма орденами аж до ордена Білого Орла.

### Служба в українській армії

Уряд Директорії та вище командування Армії УНР після наради в Ялтушкові, 7.11.1920 р.
Перший ряд: Іван Омелянович-Павленко (1), Симон Петлюра (2), Михайло Омелянович-Павленко (3), Гаврило Базильський (4).
Другий ряд: Андрій Лівицький (5), Олександр Саліковський (6).
Третій ряд: Євген Архипенко (7), Олександр Удовиченко (8), Олексій Галкин (9), Олександр Загродський (10), Пінхас Красний (11), Марко Безручко (12), Андрій Долуд (13), Петро Ліпко (14), Андрій Гулий-Гуленко (15), Сергій Тимошенко (16)

Вступив до армії Української народної республіки, з 24 квітня 1918 — начальник Головного штабу УНР. Зберіг цей пост при правлінні гетьмана Павла Скоропадського. З 29 жовтня 1918 — постійний член Військової ради при військовому міністрі, з 18 листопада 1918 займав посаду військового міністра.
З 16 грудня 1918 служив в армії Директорії УНР, тимчасово виконував обов'язки начальника канцелярії військового міністерства, з 23 грудня 1918 — заступник начальника канцелярії. 1 червня 1919 разом з частиною працівників військового міністерства УНР, які були у Тарнополі, потрапив у полон до поляків. Потім звільнений, і під час радянсько-польської війни 1920 (коли армія УНР була союзником поляків) став начальником Головного ілізаційно-персонального управління військового міністерства УНР (з 7 червня 1920). У грудні 1920 — січні 1921 — військовий міністр УНР. Звільнено з посади за станом здоров'я. Генерал-полковник армії УНР.

### Еміграція, арешт, смерть
В еміграції жив у Польщі. У 1923–1940 роках жив у Західній Україні. З 1924 — у маєтку митрополита Андрія Шептицького у селі Посіч під Станіславовим. У 1939 році, після введення Червоної армії на територію Польщі, був арештований органами НКВС СРСР, сидів у львівській в'язниці. У червні 1941 був вивезений на схід, помер на засланні в Астрахані.

## Вшанування пам'яті
- 28 травня 2011 року у мікрорайоні Оболонь було відкрито пам'ятник «Старшинам Армії УНР — уродженцям Києва». Пам'ятник являє собою збільшену копію ордена «Хрест Симона Петлюри». Більш ніж двометровий «Хрест Симона Петлюри» встановлений на постаменті, на якому з чотирьох сторін світу закріплені меморіальні дошки з іменами 34 старшин Армії УНР та Української Держави, які були уродженцями Києва (імена яких вдалося встановити історикам). Серед іншого вигравіруване й ім'я Олексія Галкіна.
- Вулиця Олексія Галкина у місті Очаків.